# Bariumformiat
Bariumformiat ist das Bariumsalz der Ameisensäure mit der Konstitutionsformel Ba(HCOO)2.

## Herstellung
Bariumformiat kann durch Reaktion von Bariumhydroxid mit Ameisensäure dargestellt werden.
{\displaystyle \mathrm {Ba(OH)_{2}+2\ HCOOH\ \longrightarrow \ Ba(HCOO)_{2}+2\ H_{2}O} }

## Eigenschaften

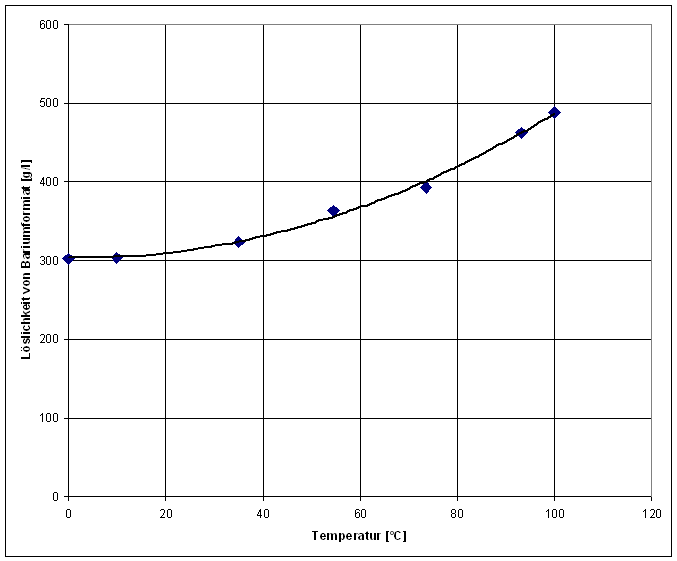
Temperaturabhängigkeit der Löslichkeit von wasserfreiem Bariumformiat in Wasser

Bariumformiat kristallisiert als Dihydrat im orthorhombischen Kristallsystem. Die Kristalle sind isomorph zu Calciumformiat und Strontiumformiat. Das Anhydrat kristallisiert im monoklinen Kristallsystem.